# سوئیس لایف سلکت
سوئیس لایف سلکت (انگلیسی: Swiss Life Select) شرکت بیمه سوئیسی است، که در سال ۱۹۸۸ توسط شرکت سوئیس لایف تأسیس شد.